# Nicobula
Nicobula (grec antic: Νικοβούλη; segles v – iv aC) va ser una escriptora de l'antiga Grècia que, segons Ateneu de Nàucratis, va ser l'autora d'una obra sobre Alexandre el Gran.
Ateneu sembla tenir dubtes sobre la seva autoria (Νικόβουλη ἤ ὁ ἀναθεὶς ταύτῃ τὰ συγγράμματα). No es coneixen dades biogràfiques sobre ella. Dels dos fragments de la seva obra esmentats per Ateneu es pot deduir la seva participació directa en l'expedició d'Alexandre a Àsia, potser fent d'hetera, atès que dona molts detalls exactes sobre la vida privada del rei de Macedònia, sobretot quan parla dels simposis on participava. Plini el Vell esmenta també un Nicobul que hauria acompanyat a Alexandre el Gran en les seves expedicions i que podria ser el seu pare.